# 圣马丹莱梅勒
圣马丹莱梅勒（法語：Saint-Martin-lès-Melle，法語發音：[sɛ̃ maʁtɛ̃ lɛ mɛl]，意为“梅勒附近的圣马丹”）是法国德塞夫勒省的一个旧市镇，属于尼奥尔区。2019年，圣马丹莱梅勒与市镇梅勒、贝罗讷河畔马济耶尔、派宰勒托尔和圣莱热-德拉马蒂尼耶尔合并为新的梅勒。

## 地名
法语人名在日常人名译名以及《世界人名翻譯大辭典》、《法语姓名译名手册》等主流人名译名类书籍资料中多译作“马丁”，不过在《世界地名翻译大辞典》、《世界地名译名词典》和《法国地图册》等主流地名译名类书籍资料中多译作“马丹”。

## 地理
圣马丹莱梅勒（46°13'14"N, 0°9'55"W）面积9.16 平方千米，位于法国新阿基坦大区德塞夫勒省，该省份为法国西部内陆省份，北起曼恩-卢瓦尔省，西接旺代省，南至夏朗德省和滨海夏朗德省，东临维埃纳省。
与圣马丹莱梅勒接壤的市镇（或旧市镇、城区）包括：贝勒河畔塞勒、贝罗讷河畔马济耶尔、梅勒、圣罗芒莱梅勒。
圣马丹莱梅勒的时区为UTC+01:00、UTC+02:00（夏令时）。

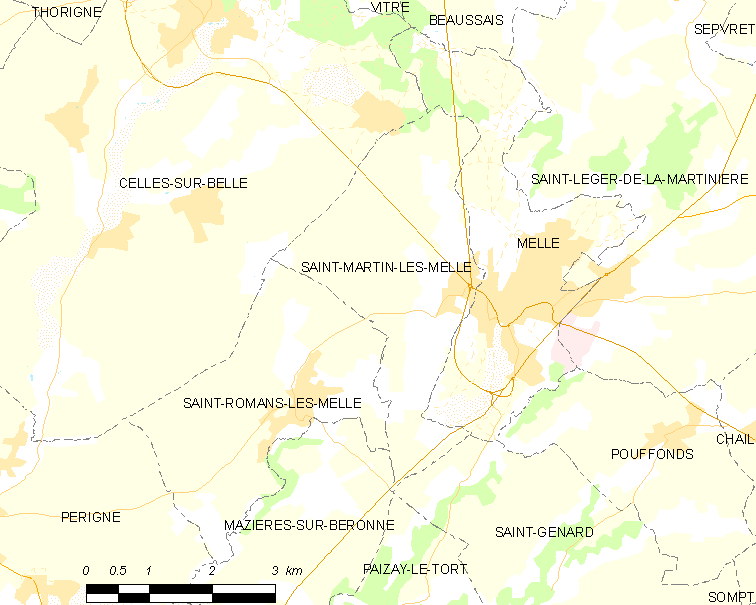
圣马丹莱梅勒的OSM定位图

## 行政
圣马丹莱梅勒的邮政编码为79500，INSEE市镇编码为79279。

## 政治
圣马丹莱梅勒所属的省级选区为梅勒县。

## 人口

1962-2008年间圣马丹莱梅勒人口变化图示

圣马丹莱梅勒于2018年1月1日时的人口数量为868人。